# Тапакуло шиферний
Тапакуло шиферний (Scytalopus acutirostris) — вид горобцеподібних птахів родини галітових (Rhinocryptidae).

## Поширення
Ендемік Перу. Він поширений у центральних Андах від сходу регіону Ла-Лібертад на південь до Хуніна. Він досить поширений у підліску вологих гірських лісів та їх узліссях, переважно на висоті від 2700 до 3400 метрів над рівнем моря.

## Опис
Птах завдовжки 10,5 см. Самці важать від 17 до 20 г, а самиці від 16,5 до 19 г. Дорослий самець темно-сірий зверху і світло-сірий знизу; боки мають дуже світлий коричневий наліт. Самиця в цілому блідіша, круп має коричневий відтінок, а боки та хриссум (ділянка навколо клоаки) коричневі з чорними смугами.